# Lidia Isac
Lidia Isac (Russisch: Лидия Исак; Sint-Petersburg, 27 maart 1993), is een Russisch-Moldavisch zangeres.

## Biografie
Isac begon haar muzikale carrière als lid van de meidengroep Glam Girls. Ze nam hiermee deel aan O Melodie Pentru Europa 2013, de Moldavische preselectie voor het Eurovisiesongfestival 2013. Ook in 2014 en in 2015 nam ze samen met Glam Girls deel aan de Moldavische preselectie, zonder succes. In 2016 nam ze voor het eerst als soloartiest deel. Met het nummer Falling stars won ze de finale, waardoor ze Moldavië mocht vertegenwoordigen op het Eurovisiesongfestival 2016, dat gehouden werd in de Zweedse hoofdstad Stockholm. Isac werd uitgeschakeld in de eerste halve finale.
2005: Zdob și Zdub · 
2006: Arsenium & Natalia Gordienko · 
2007: Natalia Barbu · 
2008: Geta Burlacu · 
2009: Nelly Ciobanu · 
2010: SunStroke Project & Olia Tira · 
2011: Zdob și Zdub · 
2012: Pasha Parfeny · 
2013: Aliona Moon · 
2014: Cristina Scarlat · 
2015: Edoeard Romanjoeta · 
2016: Lidia Isac · 
2017: SunStroke Project · 
2018: DoReDoS · 
2019: Anna Odobescu · 
2021: Natalia Gordienko · 
2022: Zdob și Zdub & Frații Advahov · 
2023: Pasha Parfeny · 
2024: Natalia Barbu